# Biegi narciarskie na Mistrzostwach Świata w Narciarstwie Klasycznym 1930
Zawody w biegach narciarskich na V Mistrzostwach świata w narciarstwie klasycznym odbyły się w dniach 28 lutego – 1 marca 1930 w norweskim Oslo. Rozgrywano tylko biegi mężczyzn.

## Terminarz
| Data           | Miejscowość | Konkurencja                                           | Złoto            | Srebro           | Brąz              |
| -------------- | ----------- | ----------------------------------------------------- | ---------------- | ---------------- | ----------------- |
| 28 lutego 1930 | Oslo        | Bieg indywidualny mężczyzn na 17 km stylem klasycznym | Arne Rustadstuen | Trygve Brodahl   | Tauno Lappalainen |
| 1 marca 1930   | Oslo        | Bieg indywidualny mężczyzn na 50 km stylem klasycznym | Sven Utterström  | Arne Rustadstuen | Adiel Paananen    |

## Wyniki zawodów

### 17 km techniką klasyczną
- Data 28 lutego 1930

| Medal | Zawodnik                 | Narodowość | Wynik   |
| ----- | ------------------------ | ---------- | ------- |
|       | Arne Rustadstuen         | Norwegia   | 1:19:58 |
|       | Trygve Brodahl           | Norwegia   | 1:20:24 |
|       | Tauno Lappalainen        | Finlandia  | 1:20:30 |
| 4     | Kristian Hovde           | Norwegia   | 1:21:08 |
| 5     | Veli Saarinen            | Finlandia  | 1:21:30 |
| 6     | Martti Lappalainen       | Finlandia  | 1:21:52 |
| 7     | John Lindgren            | Szwecja    | 1:22:01 |
| 8     | Väinö Liikkanen          | Finlandia  | 1:22:11 |
| 9     | Sven Utterström          | Szwecja    | 1:22:43 |
| 10    | Olavi Remes              | Finlandia  | 1:22:53 |
| ...   |                          |            |         |
| 52    | Karol Gąsienica-Szostak  | Polska     | 1:31:34 |
| 63    | Bronisław Czech          | Polska     | 1:34:12 |
| 74    | Antoni Gąsienica-Szostak | Polska     | 1:39:03 |
| 80    | Zdzisław Motyka          | Polska     | 1:45:59 |
| -     | Józef Kuraś              | Polska     | DNF     |

### 50 km techniką klasyczną
- Data 1 marca 1930

| Medal | Zawodnik            | Narodowość | Wynik   |
| ----- | ------------------- | ---------- | ------- |
|       | Sven Utterström     | Szwecja    | 3:53:14 |
|       | Arne Rustadstuen    | Norwegia   | 3:54:07 |
|       | Adiel Paananen      | Finlandia  | 3:57:46 |
| 4     | Martti Lappalainen  | Finlandia  | 3:59:50 |
| 5     | Martin Peder Vangli | Norwegia   | 4:00:48 |
| 6     | Veli Saarinen       | Finlandia  | 4:05:24 |
| 7     | John Lindgren       | Szwecja    | 4:05:32 |
| 8     | Gjermund Muruåsen   | Norwegia   | 4:08:39 |
| 9     | Väinö Liikkanen     | Finlandia  | 4:09:17 |
| 10    | Oskar Aas Haugen    | Norwegia   | 4:10:34 |
| ...   |                     |            |         |
| 53    | Bronisław Czech     | Polska     | 4:48:04 |
| 66    | Józef Kuraś         | Polska     | 4:59:32 |
| -     | Zdzisław Motyka     | Polska     | DNF     |

## Klasyfikacja medalowa dla konkurencji biegowych MŚ
| #  | Reprezentacja | Złoto | Srebro | Brąz | Razem |
| -- | ------------- | ----- | ------ | ---- | ----- |
| 1. | Norwegia      | 1     | 2      | 0    | 3     |
| 2. | Szwecja       | 1     | 0      | 0    | 1     |
| 3. | Finlandia     | 0     | 0      | 2    | 2     |